# Бальзой
Бальзо́й (рос. Бальзой) — село у складі Ульотівського району Забайкальського краю, Росія. Входить до складу Ульотівського сільського поселення.

## Населення
Населення — 505 осіб (2010; 640 у 2002).
Національний склад (станом на 2002 рік):
- росіяни — 96 %